# Frédéric François (zanger)
Frédéric François, geboren als Francesco Barracato (nabij Palermo, 3 juni 1950) is een Belgisch zanger van Siciliaanse origine. Zijn carrière startte in 1970 onder de naam François Barra. Een jaar later wijzigt hij zijn artiestennaam in Frédéric François. Een van zijn bekendere liedjes is bijvoorbeeld N'oublie jamais.

## Biografie
In 1952 verhuisden zijn ouders naar Tilleur in de provincie Luik. Op zijn twaalfde kocht hij zijn eerste gitaar.
De zanger zingt vooral liefdesliedjes en had hij zijn succes vooral in Wallonië en Frankrijk. Hij haalde de hoogste regionen van de hitlijsten met singles als Il est déjà trop tard, Viens me retrouver, Aimer en Blue Méditerranée.
In zijn ruim vier decennia durende carrière bracht hij liedjes uit in het Frans, Italiaans en Spaans.
Wereldwijd verkocht hij 35 miljoen albums en singles, waarvan de meeste in Frankrijk en België.
Hij woont anno 2009 in Antheit.

## Discografie

### Singles
- 1970: Marian
- 1971: Ton amour est roi
- 1972: Laisse-moi vivre ma vie
- 1974: N'oublie jamais
- 1974: Il ést déja trop tard / Viens me Retrover
- 1975: Chicago
- 1976: Baby Dollar
- 1983: Aimer
- 1984: On s'embrasse, on oublie tout
- 1984: Mon cœur te dit je t'aime
- 1985: Je t'aime à l'italienne
- 1986: L'aimer encore
- 1987: Une nuit ne suffit pas
- 1988: L'amour s'en va, l'amour revient
- 1989: Qui de nous deux ?
- 1990: C'est toi qui pars, c'est toi qui pleures
- 1990: Est-ce que tu es seule ce soir ?
- 1991: Je me battrai pour elle
- 1991: Je ne te suffis pas
- 1992: Bleu Méditerranée
- 1993: L'amour, c'est la musique
- 1995: O sole mio
- 1995: Funiculi Funicula
- 1996: Viens te perdre dans mes bras
- 1997: Je ne t'oublie pas
- 1998: Les amants interdits
- 1998: l'amour est là

### Albums
- 1993: Tzigane
- 1994: Olympia 1994
- 1994: Les chansons de mon cœur (vol. 1)
- 1995: Les italo-américains
- 1996: Album d'or
- 1997: Les chansons de mon cœur (vol. 2)
- 1997: Je ne t'oublie pas
- 1998: Olympia 98
- 1998: Le best of de mes Olympia
- 1999: Les plus grandes mélodies italiennes
- 1999: Le collector
- 2000: Olympia 2000
- 2004: 30 chansons de légende
- 2005: Et si on parlait d'amour
- 2007: Merci la vie !